# Episodi de L'uomo di casa (prima stagione)
La prima stagione della serie televisiva L'uomo di casa è stata trasmessa sul canale statunitense ABC dall'11 ottobre 2011 all'8 maggio 2012.
In Italia la serie va in onda sul canale satellitare Fox dal 3 dicembre 2012 al 3 gennaio 2013.
| nº | Titolo originale                | Titolo italiano            | Prima TV USA     | Prima TV Italia  |
| -- | ------------------------------- | -------------------------- | ---------------- | ---------------- |
| 1  | Pilot                           | Non rompere papà           | 11 ottobre 2011  | 3 dicembre 2012  |
| 2  | Last Baby Proofing Standing     | Runner pizza               | 11 ottobre 2011  | 4 dicembre 2012  |
| 3  | Grandparents Day                | La festa dei nonni         | 18 ottobre 2011  | 5 dicembre 2012  |
| 4  | Last Halloween Standing         | Dolcetto o scherzetto      | 25 ottobre 2011  | 6 dicembre 2012  |
| 5  | Co-Ed Softball                  | Torneo di softball         | 1º novembre 2011 | 7 dicembre 2012  |
| 6  | Good Cop, Bad Cop               | Poliziotti buoni e cattivi | 8 novembre 2011  | 10 dicembre 2012 |
| 7  | Home Security                   | La ronda di quartiere      | 15 novembre 2011 | 11 dicembre 2012 |
| 8  | House Rules                     | Regole di casa             | 22 novembre 2011 | 12 dicembre 2012 |
| 9  | Guess Who's Coming to Dinner    | Indovina chi viene a cena  | 29 novembre 2011 | 13 dicembre 2012 |
| 10 | Last Christmas Standing         | Natale in famiglia         | 6 dicembre 2011  | 14 dicembre 2012 |
| 11 | The Passion of the Mandy        | Campagna pubblicitaria     | 13 dicembre 2011 | 17 dicembre 2012 |
| 12 | Moon Over Kenya                 | Il re della pesca          | 3 gennaio 2012   | 18 dicembre 2012 |
| 13 | Take Your Daughter to Work      | La giornata delle figlie   | 10 gennaio 2012  | 19 dicembre 2012 |
| 14 | Odd Couple Out                  | Cena a quattro             | 17 gennaio 2012  | 20 dicembre 2012 |
| 15 | House of Spirits                | La casa degli spiriti      | 7 febbraio 2012  | 21 dicembre 2012 |
| 16 | Tree of Strife                  | L'albero caduto            | 7 febbraio 2012  | 24 dicembre 2012 |
| 17 | Adrenaline                      | Adrenalina                 | 14 febbraio 2012 | 25 dicembre 2012 |
| 18 | Baxter & Sons                   | Baxter e figli             | 21 febbraio 2012 | 26 dicembre 2012 |
| 19 | Ding Dong Ditch                 | La trappola del campanello | 28 febbraio 2012 | 27 dicembre 2012 |
| 20 | Animal Wrongs                   | L'animalista               | 20 marzo 2012    | 28 dicembre 2012 |
| 21 | Wherefore Art Thou, Mike Baxter | La recita di Mandy         | 10 aprile 2012   | 31 dicembre 2012 |
| 22 | This Bud's For You              | Lo stress di Bud           | 17 aprile 2012   | 1º gennaio 2013  |
| 23 | The Spotlight                   | Sotto i riflettori         | 1º maggio 2012   | 2 gennaio 2013   |
| 24 | Found Money                     | Arriva zia April           | 8 maggio 2012    | 3 gennaio 2013   |

## Non rompere papà
- Titolo originale: Pilot
- Diretto da: John Pasquin
- Scritto da: Jack Burditt

### Trama
Mike e Vanessa sono genitori di tre ragazze adoloscenti: Kristin (la maggiore che ha un filglio di nome Boyd), Mandy (la seconda che è preoccupata solo della sua popolarità) ed Eve Baxter (un maschiaccio ispirata al padre). Mike non è felice del ragazzo di Mandy, ancor di più quando gli viene detto che non è stato in grado di cambiare una ruota dell'auto, così chiede a Kyle di presentarsi a casa sua per chiederle di uscire, ma le cose non vanno come previsto. Nel frattempo all'Outdoor Man dove Mike è direttore del marketing, Ed gli comunica che il viaggio programmato per scattare fotografie per il nuovo catalogo è annullato, chiedendogli di inventarsi qualcosa per migliorare le visualizzazioni del sito.
- Guest star: Joel David Moore (impiegato dell'asilo)

## Runner pizza
- Titolo originale: Last Baby Proofing Standing
- Diretto da: John Pasquin
- Scritto da: Linda Videtti Figueiredo

### Trama
Mike, stanco del fatto che Mandy gli chieda soldi di continuo, le dice di trovarsi un lavoro. Mandy inizialmente trova un lavoro ad un fast food ma non le piace appieno, Mike le chiede di provare come fattorino che consegna pizze a domicilio. Vanessa però è preoccupata perché lavora anche di notte e va a casa di sconosciuti, così Mike, con l'aiuto di Kyle, una sera la segue per accertarsi che sia al sicuro, Mandy però lo scambia per un maniaco e gli spruzza del peperoncino negli occhi prima di accorgersi che si tratta di suo padre. Nel frattempo a casa Baxter, Kristin decide di contattare Chester, che si occupa di sicurezza dei bambini negli ambienti domestici, per far controllare e mettere in sicurezza la casa dei genitori, visto che vive lì con il figlio. Vanessa si schiera con lei mentre Mike è contrario, a fine giornata Vanessa chiede scusa a Mike e rimuovono tutti i dispositivi installati da Chester.
- Guest star: Paul F. Tompkins (Chester McAllister)